# Lucienne Delyle
Lucienne Delyle (París, France, 16 de abril de 1917 — Monte Carlo, Mónaco, 1962) fue una cantante popular francesa. Con dicción clara y precisa abordó varios estilos. Fue una de las más destacadas intérpretes en la línea de Édith Piaf y Lucienne Boyer.
Con su tema Mon amant de Saint-Jean de 1942, se convirtió en la más famosa cantante popular francesa de los años 1950.
Nacida y educada como farmacéutica en París cantaba como amateur hasta 1939 cuando fue escuchada por Jacques Canetti que la contrató para la Radio Cité. 
Al año siguiente se casó con el trompetista Aimé Barelli (1917-1995), con quien tuvo su hija Minouche Barelli (1947-2004).
En 1953, Bruno Coquatrix la invitó junto al joven Gilbert Bécaud en una gala de apertura del „Olympia".
Su carrera se vio interrumpida por una fulminante leucemia, sus últimos conciertos fueron en Bobino hacia 1960 muriendo en 1962.